# François Levantal
François Levantal, född 14 oktober 1960 i Paris, är en fransk skådespelare.

## Roller i urval
- 1992 – L.627 – gatans lag
- 1994 – D'Artagnans dotter
- 1995 – Medan vi faller
- 2000 – De blodröda floderna
- 2000 – Les Blessures assassines
- 2003 – No Limit - The Story of Michel Vaillant
- 2004 – Blueberry
- 2004 – En långvarig förlovning
- 2006 – Camping
- 2008 – Dante 01
- 2017 – RAID Dingue
- 2018 – Taxi 5
- 2022 – Big Bug